# Metta Sandiford-Artest
Metta Sandiford-Artest, nato Ronald William Artest Jr. (Queens, 13 novembre 1979), è un ex cestista e allenatore di pallacanestro statunitense.
Noto fino al 2011 come Ron Artest e dal 2011 al 2020 come Metta World Peace, in carriera si è sempre distinto per la sua foga e aggressività: celebre è l'episodio in cui ha rotto una costola a Michael Jordan oltre ad avere preso parte ad una famosa rissa nel 2004 in un Detroit-Indiana.

## Biografia
Conosciuto fino al 2011 come Ron Artest, nel 2011 ottenne dalle autorità americane il permesso di cambiare il proprio nome in Metta World Peace.
Suo figlio Ron Artest III è anch'egli un cestista.

## Carriera

### Primi anni nel mondo del basket
Nacque a Queensbridge, nello stato di New York. Il padre, un ex pugile con un passato nei Marines, divorziò dalla madre quando Ron aveva solo 6 anni, creando non pochi problemi al giovane che, fin dalla tenera età, mostrò infatti una spiccata propensione alle risse. Fu però grazie a questa situazione di disagio che, ad otto anni, conobbe l'assistente sociale che convinse i genitori ad iscriverlo ad una squadra di basket, in modo che imparasse a socializzare con i coetanei. Al liceo si iscrisse alla Salle Academy High School. L'anno della sua consacrazione fu il suo anno da Senior, quando venne eletto giocatore dell'anno dello stato e della Città di New York. In quello stesso anno venne convocato per il McDonald's All-American Game, torneo cui solitamente prendono parte i migliori liceali d'America.

### La carriera al college (1997-1999)
Nonostante le decine di offerte che aveva ricevuto nell'anno da Senior, optò per il programma della St. John's University. Nel suo primo anno, il 1997, Artest viaggiò con una discreta media di 11,6 punti a partita, cui aggiunse 6,3 rimbalzi e 1,9 assist con 1,1 stoppate. A fine anno, queste cifre gli garantirono un posto nell'All-Rookie Team. La squadra annoverava tra le sue file Tyrone Grant (Teramo, Milano), Lavor Postell (Pesaro), Bootsy Thornton (Cantù, Siena) e Erick Barkley (Blazers). Al secondo anno, infatti, sotto la guida di Mike Jarvis, arrivò ad un passo dalla Final Four.
Per Artest il 1998 fu un anno positivo chiuso con 14,5 punti, 6,5 rimbalzi e 4,2 assist di media. A fine stagione venne inserito nel primo quintetto ideale della Big East e nel terzo quintetto All-American.

### La carriera in NBA (1999-2014)

#### Chicago Bulls (1999-2002)
Nel 1999 decise di dichiararsi eleggibile per il draft NBA, dove venne selezionato come 16ª scelta dai Chicago Bulls.

#### Indiana Pacers (2002-2006)
Dopo tre stagioni passò ai Pacers e quella del 2003-04 fu la sua migliore stagione con una media di 18,3 punti, 5,7 rimbalzi e 3,7 assist a partita. Nel 2004, inoltre, fu scelto come riserva nell'All-Star Game, e fu nominato il miglior difensore dell'anno.

Il 19 novembre 2004 è stato coinvolto in una gigantesca rissa al Palace of Auburn Hills di Detroit contro alcuni giocatori dei Detroit Pistons (per primo il pivot Ben Wallace) ed alcuni tifosi locali. A seguito di questa rissa Artest venne squalificato per 73 incontri (il resto della stagione NBA).

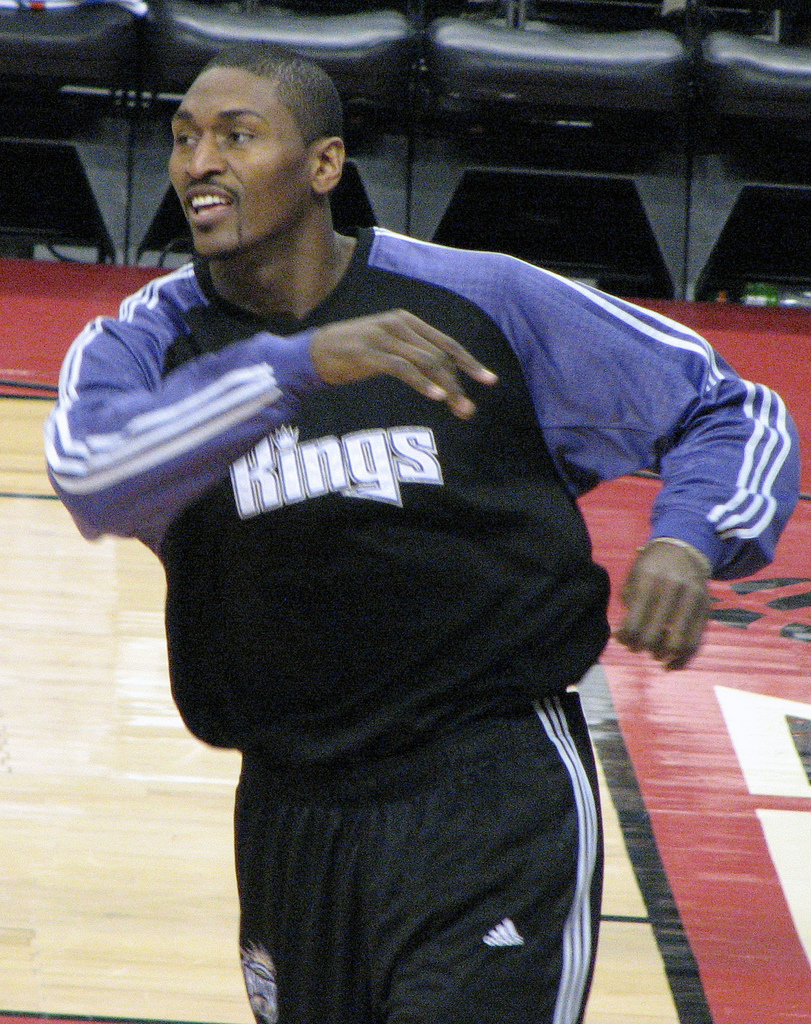
L'allora Ron Artest in riscaldamento con l'uniforme dei Sacramento Kings.

#### L'addio a Indiana: Sacramento Kings e Houston Rockets (2006-2009)
Al ritorno in campo nella stagione 2005-06, non si trovò bene nei Pacers, e nel febbraio fu ceduto ai Sacramento Kings, in cambio di Predrag Stojaković. Con i Kings raggiunse i play-off, perdendo al primo turno contro i San Antonio Spurs.

Dopo tre anni ai Kings, viene scambiato a Houston in cambio della matricola Donté Greene, Bobby Jackson e una prima scelta al Draft NBA 2009. Artest andò a rinforzare un team già forte, con giocatori del calibro di Tracy McGrady, Yao Ming e Luis Scola. Nonostante l'infortunio di McGrady per tutta la seconda metà di stagione, i Rockets riuscirono a raggiungere il secondo turno dei playoffs per la prima volta dal 1997. Contro i Lakers si aggiunge alla lista infortunati anche Yao, ma i Rockets riuscirono a portare la serie fino al settimo incontro, prima di venire eliminati.

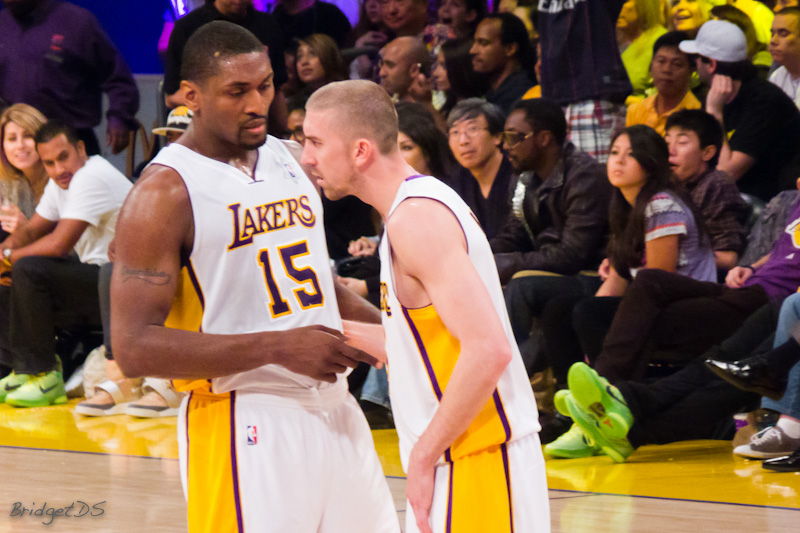
Metta World Peace (sinistra) con Steve Blake

#### Los Angeles Lakers e la vittoria dell'anello (2009-2013)
Nell'estate 2009, dopo essere diventato free agent, Artest firma un contratto di 5 anni a 6,4 milioni di dollari per stagione con i Los Angeles Lakers. Il 27 maggio 2010, nella gara 5 della finale di western conference contro i Phoenix Suns dopo un tiro da tre punti sbagliato da Kobe Bryant, Artest prende il rimbalzo offensivo e corregge nel canestro proprio sulla sirena del 4º periodo, regalando ai Lakers la vittoria per 103-101 e il 3-2 nella serie. Si dimostra decisivo e indispensabile per il quintetto di coach Phil Jackson in tutto il resto delle finals fino alla prestazione con 20 punti, 5 rimbalzi e 5 palle rubate, di gara 7 giovedì 17 giugno 2010 contro i Celtics, che porta ai Lakers il sedicesimo titolo e per "Ron Ron" il suo primo anello.

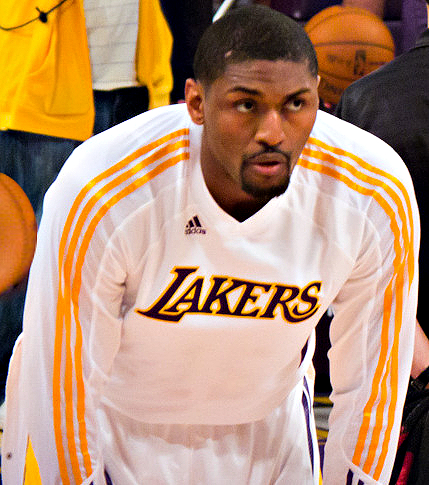
World Peace in allenamento pre-partita con la tuta dei Lakers

Nella partita del 23 aprile 2012 contro gli Oklahoma City Thunder rifila una gomitata a James Harden venendo espulso e lasciando i Los Angeles Lakers a finire la partita senza di lui, poi vinta dopo due overtime 114-106. Questo gesto gli costa 7 gare di squalifica.
Il 9 luglio 2013 i Los Angeles Lakers comunicano di aver esercitato la amnesty clause su Metta World Peace per liberare spazio salariale in vista del mercato estivo.

#### New York Knicks (2013-2014)
Dopo aver comunicato di voler giocare in Cina o addirittura cambiare sport e giocare a football, il 16 luglio 2013 viene ufficializzato il suo accordo con i New York Knicks.

### Anni all'estero (2014-2015)

#### Cina (2014)
Nell'estate 2014 si trasferisce in Cina ai Sichuan Blue Whales in Chinese Basketball Association. Decide inoltre di cambiare ancora il suo nome in "The Panda's Friend". Ha terminato la stagione anzitempo a causa di problemi al ginocchio, ed è stato poi sostituito da Daniel Orton. Negli incontri giocati, ha viaggiato a 19 punti e 6 rimbalzi di media.

#### Italia (2015)
Il 24 marzo 2015 la Pallacanestro Cantù comunica la firma di un accordo fino al termine della stagione 2014-2015 con il giocatore. Metta World Peace, dopo essere rimasto svincolato per alcuni mesi, si unisce pertanto ai brianzoli che al momento del suo arrivo erano decimi in classifica e fuori dalla zona playoff.
Esordisce con la squadra lombarda il 30 marzo, nella partita persa 88-87 dopo un supplementare a Pistoia contro la Giorgio Tesi Group, tirando 1 su 6 da due punti, 2 su 8 da tre, 8 su 8 ai liberi, prendendo 8 rimbalzi e distribuendo 3 assist. Il 4 aprile fa il suo esordio al Pianella nella larga vittoria contro l'Orlandina Basket, con una prestazione da 19 punti. Con buone prestazioni nelle successive 6 gare di campionato, tra cui spiccano i 25 punti con 6 su 7 da tre punti contro l'Acea Roma, porta la squadra al 7º posto finale. La formazione allenata da coach Sacripanti accede così ai playoff, dove viene però sconfitta al primo turno dall'Umana Reyer Venezia.

### Ritorno ai Lakers (2015-2017)
Sul finire di settembre, Metta World Peace firma un contratto annuale non garantito con i Lakers di coach Byron Scott, partecipando al camp della squadra in base al quale si decide l'eventuale conferma per la stagione. Alla fine del training camp venne confermato nella rosa della squadra. Metta ebbe un ruolo totalmente marginale nei Lakers, giocando solo 35 partite (di cui 5 da titolare) in quella che fu l'ultima stagione tra i professionisti del suo compagno di squadra e amico (oltre che leggenda della squadra gialloviola) Kobe Bryant.
Giocò con i Lakers anche la stagione successiva.
Dopo non essere stato riconfermato dal club gialloviola, nonostante la propria volontà di giocare fino al 2019-2020, Il 24 ottobre 2017 annunciò il proprio ritiro dall'attività agonistica.

## Dirigente sportivo
Dopo aver annunciato il suo ritiro, venne assunto come assistant coach dei South Bay Lakers in D-League.

## Statistiche

### College
| Anno      | Squadra             | PG | PT | MP   | TC%  | 3P%  | TL%  | RP  | AP  | PRP | SP  | PP   |
| --------- | ------------------- | -- | -- | ---- | ---- | ---- | ---- | --- | --- | --- | --- | ---- |
| 1997-1998 | St. John's R. Storm | 32 | 12 | 27,2 | 41,5 | 32,7 | 52,6 | 6,3 | 1,9 | 1,6 | 1,1 | 11,6 |
| 1998-1999 | St. John's R. Storm | 37 | 37 | 34,2 | 46,9 | 37,4 | 64,4 | 6,3 | 4,2 | 2,1 | 1,2 | 14,5 |
| Carriera  | Carriera            | 69 | 49 | 30,9 | 44,5 | 35,5 | 58,9 | 6,3 | 3,2 | 1,9 | 1,2 | 13,1 |

### NBA
| † | Denota le stagioni in cui ha vinto il titolo |
| * | Primo nella lega                             |

#### Regular season
| Anno       | Squadra          | PG  | PT  | MP   | TC%  | 3P%  | TL%  | RP  | AP  | PRP | SP  | PP   |
| ---------- | ---------------- | --- | --- | ---- | ---- | ---- | ---- | --- | --- | --- | --- | ---- |
| 1999-2000  | Chicago Bulls    | 72  | 63  | 31,1 | 40,7 | 31,4 | 67,4 | 4,3 | 2,8 | 1,7 | 0,5 | 12,0 |
| 2000-2001  | Chicago Bulls    | 76  | 74  | 31,1 | 40,1 | 29,1 | 75,0 | 3,9 | 3,0 | 2,0 | 0,6 | 11,9 |
| 2001-2002  | Chicago Bulls    | 27  | 26  | 30,5 | 43,3 | 39,6 | 62,8 | 4,9 | 2,9 | 2,8 | 0,9 | 15,6 |
| 2001-2002  | Indiana Pacers   | 28  | 24  | 29,3 | 41,1 | 21,5 | 73,3 | 5,0 | 1,8 | 2,4 | 0,6 | 10,9 |
| 2002-2003  | Indiana Pacers   | 69  | 67  | 33,6 | 42,8 | 33,6 | 73,6 | 5,2 | 2,9 | 2,3 | 0,7 | 15,5 |
| 2003-2004  | Indiana Pacers   | 73  | 71  | 37,2 | 42,1 | 31,0 | 73,3 | 5,3 | 3,7 | 2,1 | 0,7 | 18,3 |
| 2004-2005  | Indiana Pacers   | 7   | 7   | 41,6 | 49,6 | 41,2 | 92,2 | 6,4 | 3,1 | 1,7 | 0,9 | 24,6 |
| 2005-2006  | Indiana Pacers   | 16  | 16  | 37,7 | 46,0 | 33,3 | 61,2 | 4,9 | 2,2 | 2,6 | 0,7 | 19,4 |
| 2005-2006  | Sacramento Kings | 40  | 40  | 40,1 | 38,3 | 30,2 | 71,7 | 5,2 | 4,2 | 2,0 | 0,8 | 16,9 |
| 2006-2007  | Sacramento Kings | 70  | 65  | 37,7 | 44,0 | 35,8 | 74,0 | 6,5 | 3,4 | 2,1 | 0,6 | 18,8 |
| 2007-2008  | Sacramento Kings | 57  | 54  | 38,1 | 45,3 | 38,0 | 71,9 | 5,8 | 3,5 | 2,3 | 0,7 | 20,5 |
| 2008-2009  | Houston Rockets  | 69  | 55  | 35,5 | 40,1 | 39,9 | 74,8 | 5,2 | 3,3 | 1,5 | 0,3 | 17,1 |
| 2009-2010† | L.A. Lakers      | 77  | 77  | 33,8 | 41,4 | 35,5 | 68,8 | 4,3 | 3,0 | 1,4 | 0,3 | 11,0 |
| 2010-2011  | L.A. Lakers      | 82  | 82  | 29,4 | 39,7 | 35,6 | 67,6 | 3,3 | 2,1 | 1,5 | 0,4 | 8,5  |
| 2011-2012  | L.A. Lakers      | 64  | 45  | 26,9 | 39,4 | 29,6 | 61,7 | 3,4 | 2,2 | 1,1 | 0,4 | 7,7  |
| 2012-2013  | L.A. Lakers      | 75  | 66  | 33,7 | 40,3 | 34,2 | 73,4 | 5,0 | 1,5 | 1,6 | 0,6 | 12,4 |
| 2013-2014  | N.Y. Knicks      | 29  | 1   | 13,4 | 39,7 | 31,5 | 62,5 | 2,0 | 0,6 | 0,8 | 0,3 | 4,8  |
| 2015-2016  | L.A. Lakers      | 35  | 5   | 16,9 | 31,1 | 31,0 | 70,2 | 2,5 | 0,8 | 0,6 | 0,3 | 5,0  |
| 2016-2017  | L.A. Lakers      | 25  | 2   | 6,4  | 27,9 | 23,7 | 62,5 | 0,8 | 0,4 | 0,4 | 0,1 | 2,3  |
| Carriera   | Carriera         | 991 | 840 | 31,7 | 41,4 | 33,9 | 71,5 | 4,5 | 2,7 | 1,7 | 0,5 | 13,2 |
| All-Star   | All-Star         | 1   | 0   | 17,0 | 60,0 | 0,0  | 50,0 | 3,0 | 3,0 | 1,0 | 0,0 | 7,0  |

#### Play-off
| Anno     | Squadra          | PG | PT | MP   | TC%  | 3P%  | TL%  | RP  | AP  | PRP  | SP  | PP   |
| -------- | ---------------- | -- | -- | ---- | ---- | ---- | ---- | --- | --- | ---- | --- | ---- |
| 2002     | Indiana Pacers   | 5  | 5  | 33,4 | 40,7 | 46,2 | 69,2 | 6,0 | 3,2 | 2,6  | 0,6 | 11,8 |
| 2003     | Indiana Pacers   | 6  | 6  | 42,0 | 38,9 | 38,7 | 80,0 | 5,8 | 2,2 | 2,5* | 1,0 | 19,0 |
| 2004     | Indiana Pacers   | 15 | 15 | 38,9 | 37,8 | 28,8 | 71,8 | 6,5 | 3,2 | 1,4  | 1,1 | 18,4 |
| 2006     | Sacramento Kings | 5  | 5  | 39,6 | 38,3 | 33,3 | 69,6 | 5,0 | 3,0 | 1,6  | 0,8 | 17,4 |
| 2009     | Houston Rockets  | 13 | 13 | 37,5 | 39,4 | 27,7 | 71,4 | 4,3 | 4,2 | 1,1  | 0,2 | 15,6 |
| 2010†    | L.A. Lakers      | 23 | 23 | 36,5 | 39,8 | 29,1 | 57,9 | 4,0 | 2,1 | 1,5  | 0,5 | 11,2 |
| 2011     | L.A. Lakers      | 9  | 9  | 31,9 | 44,3 | 32,1 | 76,2 | 4,6 | 2,2 | 1,1  | 0,8 | 10,6 |
| 2012     | L.A. Lakers      | 6  | 6  | 39,3 | 36,7 | 38,9 | 75,0 | 3,5 | 2,3 | 2,2  | 0,7 | 11,7 |
| 2013     | L.A. Lakers      | 3  | 3  | 28,0 | 25,0 | 14,3 | 100  | 3,7 | 1,7 | 0,7  | 0,3 | 6,0  |
| Carriera | Carriera         | 85 | 85 | 36,9 | 36,9 | 30,8 | 71,4 | 4,8 | 2,8 | 1,5  | 0,7 | 13,9 |

## Palmarès
- Campionato NBA: 1

Los Angeles Lakers: 2010
- Difensore dell'anno: 1

2004
- NBA All-Defensive Team: 4

First Team: 2004, 2006
Second Team: 2003, 2009
- Convocazioni all'NBA All-Star Game: 1

2004
- NBA All-Rookie Team

Second Team: 2000
- All-NBA Team

Third Team: 2004
- McDonald's All-American Game: 1997
- NCAA AP All-America Third Team: 1999
- Ventiquattresimo miglior giocatore per palle rubate di sempre NBA

## Fuori dal campo
Il suo matrimonio con Kimsha è durato dal 2003 al 2009, con 3 figli.
Ha inciso un album rap di nome My World.
 Il 26 agosto 2011 Artest ha ottenuto ufficialmente dalle autorità americane il permesso di cambiare il proprio nome in Metta World Peace. La spiegazione: "È un nome che parla di amore, di pace nel mondo […] I bambini devono capire il concetto di pace nel mondo".